# Liste des circonscriptions électorales du Lincolnshire
Le comté non métropolitain du Lincolnshire
est divisé en 7 Parliamentary constituencies – 1 Borough et 6 circonscriptions du comté.

## Circonscription
- † Conservateur
- ‡ Labour
- ¤ Liberal Democrat

| Circonscription                   | Électeur | Majorité | Membre du Parlement | Membre du Parlement | Opposition | Opposition          | Map |
| --------------------------------- | -------- | -------- | ------------------- | ------------------- | ---------- | ------------------- | --- |
| Boston and Skegness CC            | 67,064   | 4,336    |                     | Matt Warman         |            | Robin Hunter-Clarke |     |
| Gainsborough CC                   | 74,686   | 15,449   |                     | Edward Leigh        |            | David Prescott      |     |
| Grantham and Stamford CC          | 81,150   | 18,989   |                     | Nicholas Boles      |            | Marietta King       |     |
| Lincoln BC                        | 74,121   | 1,443    |                     | Karl McCartney      |            | Lucy Rigby          |     |
| Louth and Horncastle CC           | 74,870   | 14,977   |                     | Victoria Atkins     |            | Colin Mair          |     |
| Sleaford and North Hykeham CC     | 87,972   | 24,115   |                     | Stephen Phillips    |            | Jason Pandya-Wood   |     |
| South Holland and The Deepings CC | 76,460   | 18,567   |                     | John Hayes          |            | David Parsons       |     |

## Changements de limites
Les propositions actuelles de la Commissions est de conservait ces
7 circonscriptions , avec des changements pour réaligner les limites des circonscriptions
avec les limites des quartiers actuels de l'administration locale ,
et de réduire la disparité entre les circonscriptions électorales .
Ces changements devraient être mis en œuvre pour l'Élections générales de 2010.
| Nom | Anciennes limites                            | Limites actuelles |
| --- | -------------------------------------------- | ----------------- |
| 1. Boston and Skegness CC 2. Gainsborough CC 3. Grantham and Stamford CC 4. Lincoln BC 5. Louth and Horncastle CC 6. Sleaford and North Hykeham CC 7. South Holland and The Deepings CC | Parliamentary constituencies in Lincolnshire | Proposed Revision |

## Résultats
| 2005 | 2010 | 2015 |
| ---- | ---- | ---- |
|      |      |      |